# Font de los Siete Caños
La Font de los Siete Caños és una font situada al municipi de Setaigües (La Foia de Bunyol). Rep el seu nom degut al nombre de canelles que en té. Del total de les 100 fonts del municipi, aquesta n'és la icona del poble. La seva aigua és molt preuada per tots els habitants i pels visitants que arriben al municipi atrets pel seu alt valor medicinal.

## Història
La font, d'estil modernista, es pensa que pot ser d'origen musulmà, quan es varen construir les séquies, una bassa que era abastida per aquesta font i un molí petit desaparegut avui dia. Des de la seva creació, ha estat un recurs per proveir d'aigua la població i les seves hortes. Les set canelles daten de finals del segle xix i la decoració amb rajoles tal qual hi és ara no es va posar fins a l'any 1930. A l'any 1999 va ser restaurada de nou i encara fa el paper d'abastir la bassa per regar les hortes.

## Descripció
La font està situada adossada a una façana amb cobriment pla on s'hi troba un pou. El que més se'n pot destacar és la decoració amb rajoles al mur on són les canelles, les quals algunes mostren temàtiques com ara els gremis tradicionals, costums o balls regionals i d'altres hi són en blanc. A la part central, un panell ceràmic representa a Sant Isidre Llaurador. A ambdós costats d'aquest panell trobem d'altres amb motius florals i gerros blaus.
Pel que fa a les canelles podem dir que són decorades amb caps en bronze simulant ser monstres, excepte la central que és representada amb un cap de lleó. L'edifici es remata amb una estructura quadrada tancada amb malla metàl·lica i adornada amb taulell. A la part de darrere de la font és l'entrada al pou, la qual posseeix una major sobrietat i ressaltant les cantonades, de maó cara vista pintats de vermell, estant la resta emblanquinada.